# سیارک ۱۱۵۸۲
سیارک ۱۱۵۸۲ (به انگلیسی: 11582 Bleuler، نامگذاری:1994PC14) یازده هزار و پانصد و هشتاد و دومین سیارک کشف شده‌است که در ۱۰ اوت ۱۹۹۴ کشف شد.
قدر مطلق سیارک برابر ۱۳٫۸۰ است.